# Харалд Ертъл
Харалд Ертъл (31 август 1948 – 7 април 1982) е австрийски пилот и мотостпорт журналист.

## Участие във Формула 1
В годините си като пилот на Формула 1 той участва в 28 състезания от които само 19 успява да се състезава. През 1975 когато е и дебюта на Ертъл кара за отбора на Хескет със спонсор Варстайнер за Голямата награда на Германия. В Италия завършва на 9-а позиция а в предишната ГП отпада.
Въпреки резултатите които постигна австриеца, от Хескет му предложиха да бъде техен пилот за сезон 1976 на мястото на Джеймс Хънт който бе привлечен в Макларън. В Южна Африка завърши 15-и, но после не квалифицира в Лонг Бийч, Харама и Монако. Най-добрият му резултат е 7-а позиция за 1976 Голяма награда на Великобритания. Участник е в спасяването на Ники Лауда заедно с още четирима пилоти и така е стигнало до оцеляването на неговия сънародник за 1976 Голяма награда на Германия.
Харалд продължава да се състезава за Хескет през 1977, но в европейските състезания постигайки 9-о място в Белгия и 16-о място в Швеция, но след това не успява да се клариса във Франция.
За няколко състезания той участва като пилот на Инсайн, но нещата станаха от лоши към по-лоши като колите се провалят в пре-квалификациите както и в 1978 Голяма награда на Италия. Ертъл прави втори шанс като кара за АТС с резервната кола обаче пак не успява да се класира за състезанието.
Последното му участие е през 1980 за Голямата награда на Германия, но там няма особено добър късмет за германския АТС в квалификациите и с това прекратява състезателната си дейност във Формула 1.

## Други участия
Харалд се е състезавал във Формула 3 през 1970 за отбора на Марч. Година по-късно отива в туристическите автомобилни серии състезавайки за Алфа Ромео в ДРМ и Европейски шампионат за туристически автомобили. От 1974 до 1976 е пилот във Формула 2.

## Смъртта му
Също като Греъм Хил, Ертъл умира в генерална авияционна катастрофа през 1982 на 33 години заедно със своето семейство на път към Султ, Северна Германия, когато двигателя на ВЕ36 пропада.